# 8368 Lamont
8368 Lamont este o planetă minoră (asteroid), cu un diametru de 3,638 km, din centura de asteroizi. A fost descoperită pe 20 februarie 1991 la Observatorul Siding Spring de Robert H. McNaught și a fost numită după Johann von Lamont⁠(d). 
Obiectul prezintă o orbită caracterizată de o semiaxă mare de 2,3692837 UAi, o excentricitate de 0,15, o înclinație de 1,34348 ° în raport cu ecliptica.